# Bell-lloc (Santa Cristina d’Aro)
Bell-lloc d'Aro (antigament anomenat Filafamis) és un dels quatre antics termes integrants de l'actual municipi de Santa Cristina d'Aro, format el segle xix per segregació de Castell d'Aro, a la Vall d'Aro (Baix Empordà).
Aquesta va ser sempre la parròquia menys poblada de les quatre de Santa Cristina d'Aro. Estava formada per masies escampades pel terme. Hi ha dos elements rellevants: l'església de Santa Maria de Bell-lloc, i el baixador de la línia de ferrocarril que enllaçava Sant Feliu de Guíxols i Girona (Bell-lloc - Font Picant).

## Transport
La carretera provincial que travessa aquest terme, apta per a carruatges, va ser acabada el 1870. El camí ral de Girona a Sant Feliu de Guíxols passava a prop, al cantó del Ridaura.
El baixador de la Font Picant de Bell-lloc (inaugurat el 1892) disposava de vies en tots dos sentits i una via morta per a càrrega i descàrrega. L'edifici de viatgers es va reformar i se'n va fer un restaurant. Al baixador hi confluïen els camins de Solius, Romanyà i Santa Cristina d'Aro.